# Cases a l'Estaque
Cases a L'Estaque (títol original francès Maisons à L'Estaque) és una pintura a l'oli del pintor francès Georges Braque realitzada el 1908 a L'Estaque, a la vora de Marsella. És la imatge que va produir per primera vegada el concepte de cubs (cubisme). El quadre es troba a la col·lecció del Kunstmuseum a Berna.

## Context
Es consideren Georges Braque i Pablo Picasso com els primers artistes a intentar expressar mitjançant el cubisme, que una obra d'art no havia de ser reduïda en la seva concepció i aparença, sinó que la realitat artística cubista sempre ha de trobar referències al món natural, encara que siguin alterades, ha d'haver sempre algun tipus de connexió entre la natura i l'objecte representat. Braque s'havia traslladat a viure a París des de 1899, encara que no va exposar fins al 1906 al Saló dels Independents, on va mostrar un estil proper a les obres dels fauves. Durant la tardor de 1907 va visitar l'estudi de Pablo Picasso, on va poder veure el quadre, encara no acabat, sobre Les Demoiselles d'Avignon, que va causar una gran impressió al pintor francès. Entre tots dos artistes va sorgir una gran amistat i van comprovar que els dos tenien una evolució similar pel que fa a l'estètica de les seves pintures i la seva admiració pels plans de colors que emprava Paul Cézanne, mort el 1906. Aquesta col·laboració entre ambdós artistes va durar fins a l'any 1914, quan Braque s'allistà a l'exèrcit francès per combatre en la Primera Guerra Mundial. D'aquesta època el mateix Braque explica que amb Picasso: «ens vèiem cada dia, discutíem, assajàvem les idees que ens arribaven i comparàvem les nostres obres respectives.»
Braque va pintar uns paisatges a L'Estaque, població propera a Marsella, als estius de 1908 i 1909 (un del llocs també favorits de Cezanne), on va experimentar amb noves formes estructurals més geomètriques; en aquest mateix període, una evolució similar va tenir Picasso als seus paisatges de la Rue des Bois i als pintats a Horta de Sant Joan, també experimentant al mateix estil geomètric; tots dos van realitzar una nova pintura de descomposició de la figura i la natura en formes cilíndriques, còniques o esfèriques. Braque a finals de l'any 1908 va realitzar una exposició a la galeria del marxant Daniel Henry Kahnweiler, després que el pintor es retirés del Saló de la Tardor, on els seus quadres (menys dos), havien estat rebutjats, es diu que Matisse, membre del jurat, havia expressat que les pintures de Braque estaven realitzades amb «petits cubs», aquesta frase va ser negada per Matisse, però el crític Louis Vauxcelles va escriure en la revista Gil Blas (14 de novembre de 1908): «el senyor Braque menysprea la forma i redueix tot -llocs, figures i coses- a cubs», d'aquesta manera va quedar batejat el nou moviment pictòric com cubisme. Aquesta primera fase es va denominar cubisme analític.

## Descripció
El cromatisme que presenta en Cases a L'Estaque és de tonalitat molt reduïda ocre, verd i gris; les cases estan esglaonades i realitzades a partir de figures geomètriques de cubs, compostes unes sobre d'altres i s'amunteguen com si es tractés d'un castell realitzat amb cartes de baralla; tota la pintura ocupa la tela sense deixar veure res d'horitzó ni cel, un tronc d'arbre en primer pla traça una línia diagonal cap a l'esquerra. La llum no ve d'un lloc concret; aconsegueix el volum amb unes ombres individuals en cada forma. La pintura segueix el pensament i l'obra d'anys posteriors de Braque, a què va ser fidel fins al final de la seva vida.